# Engyophrys sanctilaurentii
Engyophrys sanctilaurentii is een  straalvinnige vissensoort uit de familie van botachtigen (Bothidae). De wetenschappelijke naam van de soort is voor het eerst geldig gepubliceerd in 1890 door Jordan & Bollman.
De soort werd aangetroffen in de Stille Oceaan voor de kust van Colombia. Ze is de typesoort van het geslacht Engyophrys.
De soort staat op de Rode Lijst van de IUCN als niet bedreigd, beoordelingsjaar 2008.